# Mio figlio Dominic
Mio figlio Dominic (Boy Dominic) è una serie televisiva britannica in 21 episodi, trasmessa per la prima volta nel corso di 2 stagioni tra il 1974 e il 1976.
È una serie d'avventura ambientata negli anni 1820 e incentrata sulle vicende di Dominic Bulman e di sua madre Emma alla ricerca del padre, il capitano Charles Bulman, disperso in un naufragio.

## Trama
La prima stagione (unica trasmessa in Italia) si basa sul racconto scritto sotto forma di diario da Dominic, figlio del capitano Charles Bulman, dato per disperso in un naufragio, presumibilmente al largo delle coste africane.
Appena ricevuta la notizia della morte presunta del capitano Bulman, la moglie Emma, per via dei debiti accumulati, decide di vendere la casa e di partire per Harrogate con il figlio "Nick" in cerca di ospitalità presso la madre di Charles, ma appena arrivati a farle visita li manderà via malamente. Incontreranno William Woodcock, un amico di Charles, che vuole trasformare una vecchia casa in una locanda, e Emma con il figlio Dominic si occuperanno della gestione.
Nel frattempo, il capitano Bulman si risveglia su una spiaggia e ha perso la memoria. Appena inizierà a recuperarla, cercherà di tornare a Londra dalla moglie Emma e dal figlio "Nick".

## Episodi

### Prima stagione (1974)
| Nº | Titolo originale              | Titolo italiano          | Prima TV UK    | Prima TV Italia |
| -- | ----------------------------- | ------------------------ | -------------- | --------------- |
| 1  | Lost at Sea                   | Il naufragio             | 24 marzo 1974  |                 |
| 2  | Lodgings to Let               | Una casa da affittare    | 31 marzo 1974  |                 |
| 3  | The Man Who Loved Children    | Un amico                 | 7 aprile 1974  |                 |
| 4  | Captain Darkness              | Capitan Darkness         | 14 aprile 1974 |                 |
| 5  | Fair Game                     | Un gioco onesto          | 21 aprile 1974 |                 |
| 6  | Medicine Man                  | Il medico                | 28 aprile 1974 |                 |
| 7  | The Man with the Painted Face | Faccia dipinta           | 5 maggio 1974  |                 |
| 8  | A Frog He Would a Wooing Go   | Il francese              | 12 maggio 1974 |                 |
| 9  | Sermons and Snuff             | Promesse e desideri      | 19 maggio 1974 |                 |
| 10 | Friends of the Family         | Gli amici di famiglia    | 26 maggio 1974 |                 |
| 11 | Ghost in Greenwich            | Un fantasma a Greenwich  | 2 giugno 1974  |                 |
| 12 | Lady Bulman Regrets           | Il dolore di Lady Bulnam | 9 giugno 1974  |                 |
| 13 | Charles and Emma              | Emma e Charles           | 16 giugno 1974 |                 |

### Seconda stagione (1976)
| Nº | Titolo originale | Titolo italiano | Prima TV UK | Prima TV Italia |
| -- | ---------------- | --------------- | ----------- | --------------- |
| 1  | Hangman's Hollow |                 |             |                 |
| 2  | The Hunter       |                 |             |                 |
| 3  | Miss Sarah       |                 |             |                 |
| 4  | The Crypt        |                 |             |                 |
| 5  | The Brotherhood  |                 |             |                 |
| 6  | Lucy and Harriet |                 |             |                 |
| 7  | Twenty Years Ago |                 |             |                 |
| 8  | Beyond Gravity   |                 |             |                 |

## Personaggi e interpreti
- Dominic Bulman (21 episodi, 1974-1976), interpretato da Murray Dale.
- Capitano Charles Bulman (14 episodi, 1974-1976), interpretato da Richard Todd.
- Emma Bulman (13 episodi, 1974), interpretata da Hildegard Neil.
- William Woodcock (13 episodi, 1974), interpretato da Brian Blessed.
- Bessie Dearlove (11 episodi, 1974-1976), interpretata da Ruth Kettlewell.
- Capitano Beever (8 episodi, 1976), interpretato da John Hallam.
- Bartholomew Finn (7 episodi, 1976), interpretato da Gordon Gostelow.
- Lucy (6 episodi, 1976), interpretata da Stacey Tendeter.
- Wardley (5 episodi, 1976), interpretato da Edwin Richfield.
- Lady Harriet (4 episodi, 1976), interpretata da Louise Jameson.
- Scavenger (3 episodi, 1976), interpretato da Gerry Cowan.
- Jenkins (3 episodi, 1976), interpretato da Jerold Wells.

## Produzione
La serie fu prodotta da Yorkshire Television

### Registi
Tra i registi sono accreditati:
- John Davies in 6 episodi (1974)
- Hugh David in 4 episodi (1976)
- David Reynolds in 4 episodi (1976)
- Gareth Davies in 3 episodi (1974)
- Jeremy Summers in 2 episodi (1974)
- Terence Williams in 2 episodi (1974)

### Sceneggiatori
Tra gli sceneggiatori sono accreditati:
- Keith Dewhurst in 8 episodi (1974-1976)
- Nick McCarty in 4 episodi (1974)
- Penelope Lively in 3 episodi (1974)
- John Brason in 2 episodi (1974)
- Denis Constanduros in 2 episodi (1974)
- David Corbey in 2 episodi (1976)

## Distribuzione
La serie fu trasmessa nel Regno Unito dal 24 marzo 1974 al 4 aprile 1976 sulla rete televisiva Independent Television. In Italia è stata trasmessa la prima stagione con il titolo Mio figlio Dominic  o Il ragazzo Dominic
Alcune delle uscite internazionali sono state:
- nel Regno Unito il 24 marzo 1974 (Boy Dominic per la prima stagione; Dominic per la seconda)
- nei Paesi Bassi l'8 aprile 1975
- in Belgio il 2 settembre 1975
- in Francia (L'enfance de Dominique)
- in Italia (Il ragazzo Dominic, Mio figlio Dominic)